# Cheilanthes fractifera
Cheilanthes fractifera là một loài thực vật có mạch trong họ Adiantaceae. Loài này được R.M. Tryon miêu tả khoa học đầu tiên năm 1960.